# Línea Inter Urbana (Corrientes)
Línea Inter Urbana es una línea de transporte urbano de pasajeros de la ciudad de Corrientes, Argentina. 

## Recorridos

### Línea Cooperativa
- IDA: Riachuelo - Control Nº 4 - Ruta Nacional Nº 12 - Av. Juan Domingo Perón - Av. Nicolás Avellaneda - Av. Regimiento Cazadores Correntinos - Av. Juan Ramón Vidal - Av. Pedro Ferré - Av. 3 de Abril - Catamarca - Bolívar - España - Junín - Santa Fe.
- VUELTA: Av. 3 de Abril - Av. Pedro Ferré - Av. Juan Ramón Vidal - Av. Regimiento Cazadores Correntinos - Av. Nicolás Avellaneda - Av. Juan Domingo Perón - Ruta Nacional Nº 12 - Control Nº 4 - Riachuelo.